# TRACK TOKYOランニングクラブ
TRACK TOKYOランニングクラブは、東京都に活動拠点を置くランニングクラブよびインストラクター陣による実業団チーム。
関東近郊でランニング教室、トレイルランニング教室、ジュニア陸上教室を主催している。

## 代表者
- 小田卓矢 - 社長兼監督。 明治大学卒業。大学時代はサッカー部に所属。スポーツクラブのインストラクターを経てTRACK TOKYOランニングクラブを設立。